# Cuentos de ayer y de hoy
Cuentos de ayer y de hoy es el título del primer álbum que el grupo Ñu sacó al mercado, en octubre de 1978. 

## Detalles
En este disco puede verse la esencia del grupo: hard rock con instrumentos poco típicos para este género, como pueden ser violines, flautas e incluso un mellotrón, con fuertes influencias de Jethro Tull, aunque también preanunciando lo que años más tarde se dio en llamar folk metal, por lo cual este trabajo podría considerarse una obra -inconscientemente- pionera de tal género, y un disco en líneas generales adelantado a su tiempo, sobre todo en el contexto del rock español. 
El álbum fue publicado a través del -por entonces- nuevo sello Chapa Discos, creado por Vicente "Mariscal" Romero, cuyo catálogo era distribuido a su vez por Zafiro; cabe agregar que el "Mariscal" también hace aquí las veces de productor.
La producción no es muy buena y el sonido final tampoco, pero se nota la calidad del grupo en las composiciones. 
Tristemente, la falta de tiempo y de medios hizo que el disco no sonase como sus creadores querían, no obstante Cuentos de ayer y de hoy es considerado un clásico del rock duro español, y ha sido editado en países como Japón o Corea del Sur. 
La revista Efe Eme, en una selección elaborada por casi treinta críticos especializados, posicionó a Cuentos de ayer y de hoy como el 148.º mejor álbum del rock español.

## Temas
Cara A
1. Profecía (José Carlos Molina) 3:50
2. Preparan (J.C. Molina / Jorge Calvo / Enrique Ballesteros) 6:47
3. Algunos músicos fueron nosotros (José Carlos Molina) 3:28
4. Cuentos de ayer y de hoy (José Carlos Molina) 5:26

Cara B
1. El juglar (José Carlos Molina) 8:05
2. Paraíso de flautas (José Carlos Molina) 9:32

## Músicos
- José Carlos Molina: Voz, flauta, teclados, armónica, percusión, concertina
- José María García “Sini”: Guitarras eléctricas, acústicas, mellotrón
- Jean François André: Violín, batuta
- Jorge Calvo: Bajo
- Enrique Ballesteros: Batería, percusión

## Trivia
La canción "Cuentos de ayer y de hoy" fue versionada por el grupo Dark Moor.